# Heteractis
Heteractis  é um género de cnidários pertencentes à ordem Actiniaria, família Stichodactylidae.

## Espécies
- Heteractis aurora Quoy & Gaimard, 1833
- Heteractis crispa Hemprich & Ehrenberg in Ehrenberg, 1834
- Heteractis magnifica Quoy & Gaimard, 1833
- Heteractis malu Haddon & Shackleton, 1893